# Ревенко Тимофій Андрійович
Ревенко Тимофій Андрійович (20 лютого 1919, село Новоросійськ, Казахстан — 25 липня 2010, за іншими даними — 27 липня 2010 року) — український радянський ортопед-травматолог, доктор медичних наук (з 1963), професор (з 1964), заслужений діяч науки УРСР (з 1979). Дійсний член Всесвітньої організації хірургів, ортопедів і травматологів (з 1969 року).

## Біографія
У 1949 році закінчив Харківський медичний інститут. У 1949—1957 роках працював в Українському НДІ травматології і ортопедії ім. проф. М. І. Ситенка (Харків), з 1951 року — завідувач відділення цього інституту. З 1957 року по 1986 рік — директор Донецького науково-дослідного інституту травматології та ортопедії.

## Наукова діяльність
Основні наукові праці стосуються питань профілактики травматизму, розробки реконструктивно-відновних операцій в ділянці кульшового та інших великих суглобів, зокрема створення оригінальних операційних методик, нових інструментів і апаратів.
Був заступником голови Республіканського Наукового товариства травматологів-ортопедів (з 1959 року), членом Вченої Ради АМН СРСР (з 1976 року).

## Нагороди
Нагороджений орденами Трудового Червоного Прапора, Червоної Зірки, двома орденами «Знак Пошани». 1995 року отримав звання почесного громадянина Донецька.